# Józef Przytycki
Józef Henryk Przytycki (ur. 14 października 1953 roku w Warszawie) – polski matematyk specjalizujący się w topologii, a szczególnie teorii węzłów.
W 1987 roku wraz z Pawłem Traczykiem opublikował „Invariants of links of Conway type”, zawierającą opis wielomianu nazywanego dziś HOMFLY(PT); dodanie PT służy uhonorowaniu, powstałej niezależnie obok prac sześciu innych naukowców, pracy Przytyckiego i Traczyka nad wielomianem HOMFLY, która z powodu opóźnień pocztowych nie była znana.

## Życiorys
Przytycki ukończył studia na Uniwersytecie Warszawskim w 1977 roku, następnie wyemigrował do Stanów Zjednoczonych. Stopień Ph.D. uzyskał na Columbia University, gdzie jego promotorem była Joan Birman, natomiast habilitację w 1995 roku na Uniwersytecie Warszawskim. Aktualnie jest profesorem matematyki na George Washington University w Waszyngtonie. Jest autorem lub współautorem wielu publikacji matematycznych, wliczając w to ponad 80 prac badawczych oraz dwie książki.
Od 1995, co pół roku, wraz z innym profesorem George Washington University - Yongwu Rongiem, organizuje konferencję naukową Knots in Washington („węzły w Waszyngtonie”) poświęconą teorii węzłów, na której gościło wielu znanych topologów zarówno ze Stanów Zjednoczonych jak i innych krajów.
Swoje prace publikował w takich czasopismach jak m.in. „Colloquium Mathematicum”, „Communications in Algebra”, „Proceedings of the American Mathematical Society”, „Topology and its Applications” oraz „Journal of Knot theory and its Ramifications”.
Ma żonę Teresę, która jest matematykiem oraz zajmuje się biologią obliczeniową, a także dwóch synów: Tomasza (ur. 11 listopada 1987) oraz Pawła (ur. 1 grudnia 1989).